# Wrzeście (powiat słupski)
Wrzeście (kaszb. Wrzesce lub Wrzészcz, niem. Freist) – wieś w Polsce położona w województwie pomorskim, w powiecie słupskim, w gminie Redzikowo. Leży przy trasie drogi wojewódzkiej nr 213. Sołectwo Wrzeście obejmuje również miejscowość Kępno. Łączna jego powierzchnia wynosi 10,92 km².
W latach 1975–1998 miejscowość należała administracyjnie do województwa słupskiego.

## Nazwa
Nazwa, wzmiankownaa po raz pierwszy w 1285, ma pochodzenie słowiańskie i charakter topograficzny. Wywodzi się od nazwy pospolitej wrzeszcze „wrzosowisko”. Friedrich Lorentz odnotował formę nazwy w lokalnych gwarach słowińskich: Vřìe̯ščä wraz z nazwami mieszkańców: Vřìe̯ščȯṷn, Vřìe̯ščȯṷnkă „wrześcianin, wrześcianka”. Niemiecka nazwa Freist jest adaptacją fonetyczną nazwy słowiańskiej, a współczesna nazwa polska Wrzeście w miejscu oczekiwanej *Wrzeszcze – efektem resubstytucji nazwy niemieckiej.
Rada Języka Kaszubskiego proponuje kaszubską formę nazwy Wrzescé.

## Zabytki
- kościół neogotycki o bogatym detalu, ozdobna fasada poprzedzona smukłą wieżą[10].